# バッファローダイレクト
バッファローダイレクトは、株式会社バッファローが運営するオンラインショップの名称。かつては株式会社メルコホールディングスの子会社である株式会社バッファローダイレクトにより運営されていた。株式会社バッファローダイレクトは、オリーブルネット株式会社から社名が変更された会社である。

## 沿革
- 2002年（平成14年）5月 - 株式会社バッファローにより、デジタル・リユース株式会社[1]（バッファローの合弁会社）が提供する中古パソコンのオンライン販売を目的としてオリーブルネット株式会社を設立。
- 2004年（平成16年）6月 - オリーブルネットが株式会社メルコホールディングスが直接出資する子会社になる[1]。
- 2007年（平成19年）
  - 7月 - オリーブルネットがオンラインショップ「バッファローダイレクト」を開始[2]。
  - 8月 - 株式会社バッファローダイレクトに社名を変更[1]。
- 2009年（平成21年）7月 - 楽天店オープン。
- 2010年（平成22年）7月 - Yahoo!店オープン。
- 2011年（平成23年）
  - 1月 - amazon店オープン。
  - 2月 - 本社所在地を名古屋市中区大須3丁目（赤門通りビル）に移転。本社移転に伴い、バッファローダイレクト商品センターを名古屋市南区荒浜町4丁目に開設。
  - 12月 - 楽天2号店「バッファローアウトレット」オープン
- 2018年（平成30年）2月 - 同じメルコグループの株式会社バッファローに吸収合併され、解散[3]。

## オンラインショップ
オリーブルネット時代にバッファロー製品を扱うオンラインショップとして「バッファローダイレクト」を開始。オープン時には、将来的に玄人志向製品やアーベル製品、その他の周辺機器を扱う予定の他、店頭での取扱いが困難な商品群も扱うとしていた。
また、同社ではバッファローダイレクト開始前から非正規品のみを取り扱う「バフショップ」を1999年（平成11年）9月から開設している。